# Esteiro (przystanek kolejowy)
Esteiro – przystanek kolejowy kolei wąskotorowej FEVE w Ribadeo, w Galicji, w Hiszpanii.
W pobliżu przystanku znajduje się Plaża Katedr.
| Esteiro                                |  |                              |
| Linia Ferrol - Oviedo/Gijon (138,4 km) |  |                              |
| Reinanteodległość: 2,3 km              |  | Os Castros odległość: 1,2 km |